# 西妥珠单抗
西妥珠单抗（英语：cirmtuzumab；开发代号：UC-961），或译次妥珠单抗，是一种抗ROR1人源化单克隆抗体。
它是一种处于早期临床试验中的实验药物，用于治疗包括慢性淋巴细胞白血病（CLL）在内的多种癌症。